# 高千穂鉄道TR-300形気動車
高千穂鉄道鉄道TR-300形気動車 （たかちほてつどうTR-300がたきどうしゃ）は、1991年（平成3年）に2両が製造され、2003年（平成15年）まで使用された高千穂鉄道の観光用気動車である。

## 概要
1989年（平成元年）4月に日本国有鉄道（国鉄）の第2次特定地方交通線だった九州旅客鉄道（JR九州）高千穂線を第三セクターに転換して開業した高千穂鉄道は、新潟鐵工所製の一般用TR-100形5両、観光用の使用を考慮したTR-200形2両の計7両で開業以来運転してきたが、観光輸送のサービス向上のため本格的な観光用車両としてTR-300形2両を1991年（平成3年）7月に導入した。秋田内陸縦貫鉄道AN-8900形を基本とし、全室構造の片運転台、車内は中央部にサロンコーナー、その他の座席は車端部を除いて転換クロスシートで、トイレは設置されなかった。エンジンは新潟鐵工所製DMF13HSディーゼルエンジンを183 kW（250 PS）に設定して採用した。2003年（平成15年）、TR-400形の導入に先立って運用を外れ、廃車された。廃車後は高千穂線の未成区間で保存され、休憩所として利用されている。

## 車体
秋田内陸縦貫鉄道AN-8900形と同タイプの車両で、車体長は18 mとなった。片運転台構造で、前面は視界を大きく広げた大型曲面ガラスが使用された非貫通式である。TR-301は高千穂向、TR-302は延岡向きである。乗務員室は全室構造で、両側に乗務員用扉が設けられた。引き戸の客用扉が片側1か所、運転台と反対側の台車上にある。扉間には1,530 mm幅の強化ガラスの固定窓6枚と、800 mm幅の固定窓が、客用扉を挟んで反対側に戸袋窓を兼ねる1,300 mm幅の固定窓が設けられた。外部塗装はTR-100形同様白をベースとし、雲海と川をアレンジした暖色系等のピンク、赤、紫の帯が窓下に巻かれたもので、窓周りは黒く塗装された。
車内中央部はソファのあるサロンスペースで、運転台側に通路を挟んで2人掛け転換クロスシート2組が4列、連結面側に5列が設置された。車内壁は暖色系となった。連結面寄り車端部はサービスコーナーとされ、ビデオ、テレビとレーザーディスクによるカラオケ装置、ロングシートがある。

## 走行装置
走行装置は当時の新潟鐵工所製地方交通線向気動車の一般的な仕様が採用され、エンジンは、新潟鐵工所製DMF13HSディーゼルエンジンを1基搭載、定格出力183 kW（250 PS） / 1,900 rpmで使用された。動力は新潟コンバーター製TACN-22-1100液体変速機を介して2軸駆動の台車に伝達される。台車は上枕空気ばね、軸ばね式NP120D/Tが採用された。制動装置は機関・排気ブレーキ併用のDE1A自動空気ブレーキが採用された。TR-100形、TR-200形と連結して運転することができた。

## 空調装置
暖房装置はエンジン排熱を利用した温風式である。冷房装置は能力25.6 kW（22,600 kcal/h）のAU26 1台が設置された。

## 車歴
| 形式   | 車両番号 | 製造      | 廃車       |
| ------ | -------- | --------- | ---------- |
| TR-300 | 301      | 1991年7月 | 2003年10月 |
| TR-300 | 302      | 1991年7月 | 2003年10月 |

## 運用
1991年（平成3年）7月に2両が導入され、座席指定制の「たかちほ号」として運転された。片運転台車だったが、1両ずつTR-100形またはTR-200形と編成を組んで使用された。2003年（平成15年）にTR-400形が導入されたため、同年3月14日を最後に運用を外れ、9月30日付で廃車された。
廃車後は沿線の神楽酒造に譲渡、赤く塗装されたうえで高千穂線の未成区間にある「トンネルの駅」で保存され、休憩所として利用されている。また、熊本方面の方向幕は奥阿蘇、延岡方面の方向幕は高千穂と表示されている。2018年に2度目の塗装変更が行われ青色に塗装された。

### 書籍
- 寺田 祐一『私鉄気動車30年』JTBパブリッシング、2006年。ISBN 4-533-06532-5。

### 雑誌記事
- 『鉄道ピクトリアル』通巻496号「新車年鑑1988年版」（1988年5月・電気車研究会）
  - 若桜鉄道（株）運輸課長 長廻勲「若桜鉄道WT2500形」 pp. 174

- 『鉄道ピクトリアル』通巻534号「新車年鑑1990年版」（1990年10月・電気車研究会）
  - 秋田内陸縦貫鉄道（株）運転車両課長 松岡 佳則「秋田内陸縦貫鉄道AN-8900形」 pp. 73
  - 高千穂鉄道（株）鉄道部長 久保田 敏之「高千穂鉄道TR-100・200形」 pp. 241

- 『鉄道ピクトリアル』通巻582号「新車年鑑1992年版」（1992年5月・電気車研究会）
  - 藤井信夫、大幡哲海、岸上明彦「各社別車両情勢」 pp. 96-110
  - 鉄道ピクトリアル編集部「高千穂鉄道TR-300形」 pp. 145
  - 「民鉄車両諸元表」 pp. 181-184
  - 「1991年度車両動向」 pp. 184-209

- 『鉄道ピクトリアル』通巻658号「<特集> レールバス」（1998年9月・電気車研究会）
  - 「第三セクター・私鉄向け 軽快気動車の発達 新潟鉄工所 NDC」 pp. 32-35
  - 高嶋修一「第三セクター・私鉄向け軽快気動車の系譜」 pp. 42-55

- 『レイルマガジン』通巻230号付録（2002年11月・ネコ・パブリッシング）
  - 岡田誠一「民鉄・第三セクター鉄道 現有気動車ガイドブック2002」 pp. 1-32

- 『鉄道ピクトリアル』通巻738号「鉄道車両年鑑2003年版」（2003年10月・電気車研究会）
  - 岸上 明彦「2002年度民鉄車両動向」 pp. 109-130

- 『鉄道ピクトリアル』通巻753号「鉄道車両年鑑2004年版」（2004年10月・電気車研究会）
  - 岸上明彦「2003年度民鉄車両動向」 pp. 120-140
  - 「各社別新造・改造・廃車一覧」 pp. 216-227

- 『レイルマガジン』通巻250号（2004年7月・ネコ・パブリッシング）
  - 寺田 祐一「私鉄・三セク気動車 141形式・585輌の今!」 pp. 4-50

### Web資料
- “台車近影 NP120D　NP120T ／ 鹿島鉄道KR-500形”.   鉄道ホビダス (2008年5月21日). 2017年11月19日閲覧。